# Douglas O-46
Die Douglas O-46 war ein Aufklärungsflugzeug des United States Army Air Corps (USAAC) von 1936.
Die O-46A war die letzte Variante einer langen Reihe von Aufklärungsflugzeugen von Douglas. Sie wurde Opfer des schnellen technischen Fortschritts. Sie war für Aufklärungsflüge hinter der Frontlinie konstruiert, dafür war sie allerdings bereits 1939 zu langsam und durch moderne gegnerische Jäger leicht ausmanövrierbar. Zudem konnte sie nur schlecht von kurzen unpräparierten Startbahnen abheben.
Zum Beginn des Zweiten Weltkrieges wurde sie sehr schnell von den Frontlinien zurück und 1942 vom Aufklärer in ein Verbindungsflugzeug umgewandelt.

## Geschichte
Die ersten O-46A wurden im Oktober 1934 mit 675 PS leistendem 12-Zylinder-V-Motor Curtiss V-1570-59 „Conqueror“ an das USAAC geliefert. Später wurde ein neuer 14-Zylinder-Doppelsternmotor Pratt & Whitney R-1535-7 „Twin Wasp Junior“ mit 725 PS in die O-46A eingesetzt. Von Mai 1936 bis April 1937 wurden insgesamt 90 O-46A an das USAAC und die Nationalgarde geliefert.
Nur elf Maschinen wurden nach Übersee verlegt. Zwei Maschinen wurden von den Japanern beim Angriff auf Clark Field auf den Philippinen am 8. Dezember 1941 zerstört. Sie nahmen dort zwar an Luftkämpfen teil, aber es wurden keine besonderen Erfolge verzeichnet. 1942 wurden die Maschinen zurückgezogen und als Trainings- und Verbindungsflugzeuge eingesetzt.

## Militärische Nutzung
Vereinigte Staaten
- United States Army Air Corps

## Technische Daten
| Kenngröße             | Daten der O-46A                                                             |
| --------------------- | --------------------------------------------------------------------------- |
| Besatzung             | 2                                                                           |
| Länge                 | 10,6 m                                                                      |
| Spannweite            | 13,9 m                                                                      |
| Höhe                  | 3,18 m                                                                      |
| Flügelfläche          | 30,84 m²                                                                    |
| Flügelstreckung       | 6,3                                                                         |
| Leermasse             | 2166 kg                                                                     |
| Startmasse            | 3011 kg                                                                     |
| Antrieb               | 1 × 14-Zylinder-Doppelsternmotor Pratt & Whitney R-1535 mit 725 PS (540 kW) |
| Höchstgeschwindigkeit | 275 km/h                                                                    |
| Dienstgipfelhöhe      | 7360 m                                                                      |
| Reichweite            | 1022 km                                                                     |
| Bewaffnung            | 2 × 7,62-mm-Browning-MGs                                                    |

## Museumsflugzeug
- USAF-Museum auf der Wright-Patterson Air Force Base nahe Dayton (Ohio)